# La cruna dell'ago (film)
(Tagline del film)
La cruna dell'ago (Eye of the Needle) è un film di Richard Marquand tratto dall'omonimo romanzo di Ken Follett e uscito nelle sale cinematografiche nel 1981. È interpretato da Donald Sutherland e Kate Nelligan.

## Trama
Durante la seconda guerra mondiale, Henry Faber, una spia tedesca denominata in codice l'Ago per la consuetudine di uccidere le sue vittime con uno stiletto, viene a conoscenza di un segreto di massima importanza: gli aerei raccolti in East Anglia dagli Alleati sono finti aerei di compensato e sono stati posti lì per far credere ai tedeschi che l'attacco per invadere l'Europa avverrà nella zona di Calais. Se Faber sarà in grado di tornare in Germania per consegnare a Hitler le fotografie scattate ai finti aerei, evitando la cattura da parte delle autorità britanniche che lo stanno cercando, i tedeschi scopriranno che l'attacco è progettato in Normandia. Faber deve segnalare con la propria radio ad un U-Boot, che lo aspetta nei pressi di una remota e quasi disabitata isola scozzese (Storm Island), di trovarsi in loco, per essere raccolto e condotto in Germania. L'Ago si affretta quindi a prendere un treno per la Scozia, sfuggendo a stento ai britannici sulle sue tracce.
Raggiunta la città scozzese di Banff, Faber si appropria di una minuta imbarcazione e prende il largo, cercando di segnalare la propria presenza all'U-Boot, ma senza successo. Durante la navigazione, il mare in tempesta quasi lo sbalza dal ponte. Alla fine, l'imbarcazione rovina proprio sulla costa di Storm Island. Sopravvissuto, Faber viene soccorso da un'infelice coppia che vive sul posto con un figlio di pochi anni: Lucy e David Rose. David era un pilota della Royal Air Force finché non rimase paralizzato a causa di un incidente automobilistico occorso alla coppia il giorno del matrimonio. Egli riversa la sua rabbia e la sua amarezza sulla moglie. Sola, Lucy permette a Faber di sedurla e s'innamora di lui (nel romanzo è Lucy che seduce Faber). Successivamente, David scopre che Faber non è chi dice di essere e cerca di farsi consegnare il rullino di foto che ha trovato nelle sue tasche, ma la spia tedesca riesce ad ucciderlo, facendolo precipitare da una rupe. Quando Lucy trova il corpo del marito, un gioco mortale ha inizio. Lucy comprende dalle bugie di Faber che è stato lui ad uccidere David. Nonostante l'amore per la spia nazista, la donna si protende in una dura lotta per sopravvivere (nel romanzo l'Ago evita di ucciderla perché innamoratosi della donna), finché non riesce ad uccidere Faber sparandogli proprio quando l'U-Boot è in vista.

## Produzione
Il film è stato girato nel maggio 1981 a Oban e nell'isola di Mull in Scozia, all'aeroporto di Blackbushe vicino Yateley nell'Hampshire. Gli interni invece sono stati girati ai Twickenham Studios a Londra e agli Shepperton Studios a Shepperton nel Surrey.

## Riconoscimenti
- Nomination agli Edgar Allan Poe Awards per migliore sceneggiatura originale (Stanley Mann)